# Лиляче
Ли́ляче (болг. Лиляче) — село у Врачанській області Болгарії. Входить до складу общини Враца.

## Населення
За даними перепису населення 2011 року у селі проживали 857 осіб.
Національний склад населення села:
| Національність   | Кількість осіб | Відсоток |
| ---------------- | -------------- | -------- |
| болгари          | 831            | 98,1%    |
| цигани           | 8              | 0,9%     |
| не визначились   | 6              | 0,7%     |
| Всього відповіли | 847            |          |

Розподіл населення за віком у 2011 році:
Динаміка населення: